# Альменево (Новосибирская область)
Альменево (тат. Тарлар, Әлмән) — деревня в Кыштовском районе Новосибирской области. Входит в состав Сергеевского сельсовета.

## География
Площадь деревни — 45 гектаров.

## История
Основана в 1661 году. В 1928 году деревня Альменева состояла из 31 хозяйства, основное население — барабинцы. В административном отношении находилась в составе Сергиевского сельсовета Мало-Красноярского района Барабинского округа Сибирского края.

## Население
| 1926 | 2002 | 2007 | 2010 |
| ---- | ---- | ---- | ---- |
| 162  | ↗191 | ↘148 | ↘115 |

## Инфраструктура
В деревне по данным на 2007 год отсутствует социальная инфраструктура.